# 阿値賀島
阿値賀島（あぢかじま）は長崎県平戸市早福町にある2つの無人島の総称。

## 地理
平戸市の西方約4kmの海上にあり、上阿値賀島、下阿値賀島の2つの無人島からなる。総面積32ha。
島の全域には原始林が残り、外周は柱状節理による断崖絶壁が取り囲んでいることから、人間が上陸することがほとんどなく、島の自然は原始性が保たれており、島自体が国の天然記念物（天然保護区域）に指定されている。

## 自然
海抜50mの山頂付近はナタオレノキ、アコウ、ビロウなどが繁茂し、亜熱帯性植物群落の北限を代表する原始林となっている。
またカラスバトやオオミズナギドリなど野鳥の繁殖地でもある。

## 指定など
- 西海国立公園特別保護地区 - 1956年（昭和31年）3月16日[1]
- 天然記念物（日本国指定） - 1976年（昭和51年）9月17日[1]